# Carlomagno Pedro Martínez

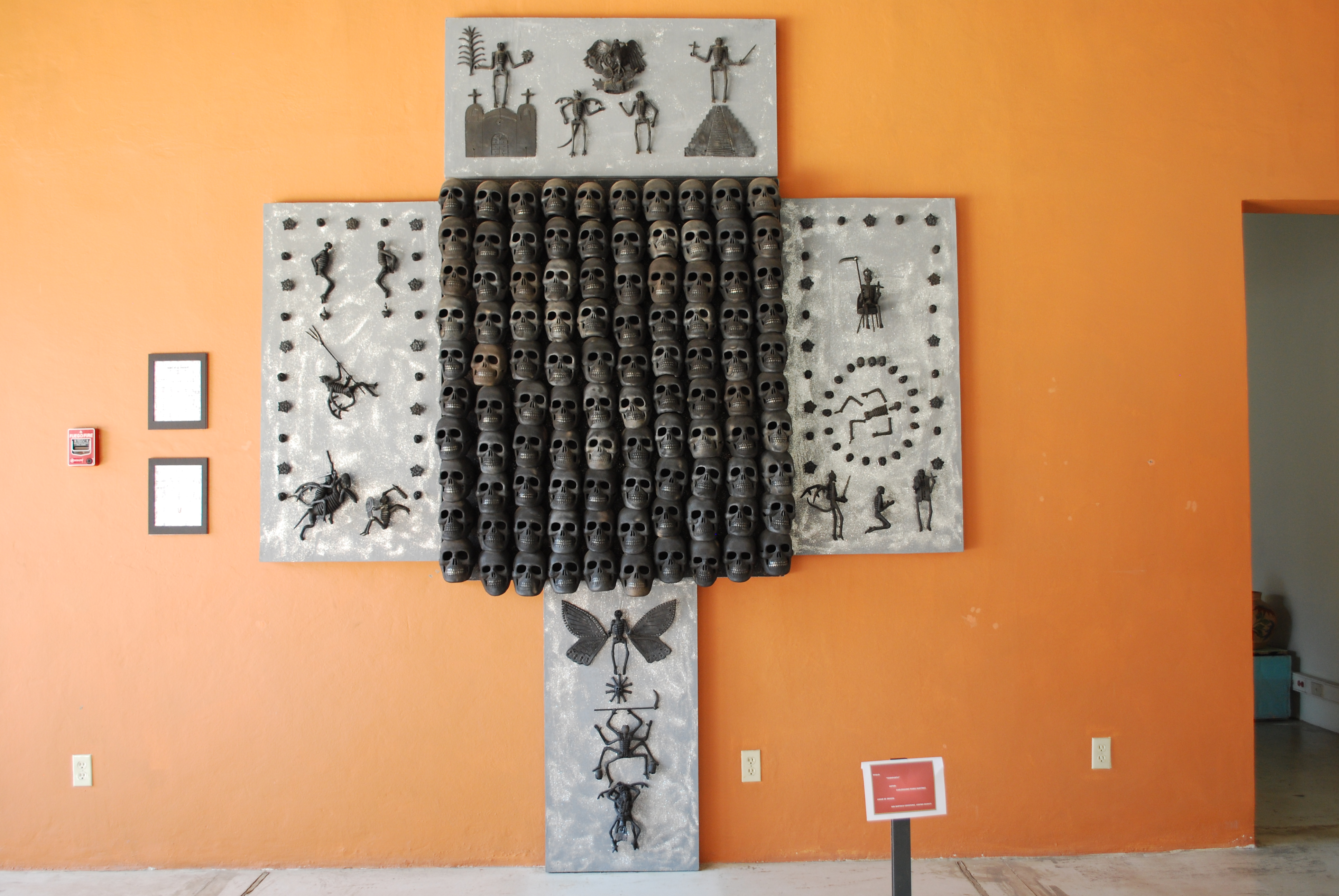
Obra con el título "Tzompantli" en el Museo Estatal de Arte Popular de Oaxaca.

Carlomagno Pedro Martínez, nacido el 17 de agosto de 1965, es un artesano de barro negro proveniente de San Bartolo Coyotepec, estado de Oaxaca. Su madre era artesana y su padre escultor, ambos del barro negro. 

## Inicio de su trayectoria
Empezó a trabajar con el barro desde pequeño, haciendo figuras de guerreros aztecas, soldados de la Revolución y payasos, imágenes que obtuvo de libros. A los 18 años ingresó al Taller Rufino Tamayo de la ciudad de Oaxaca que lo lleva a cruzar la frontera entre las artes populares y las llamadas bellas artes. A los 31 años, impartía clases a niños de Coyotepec, en donde les enseñaba a modelar. Formó un grupo grande en donde se concentraban en dibujar y modelar con barro, al mismo tiempo que aprendían a trabajar con el torno de alfarero.

## Inspiración
Más adelante en su trayectoria, encontró inspiración en los carnavales locales, que llegaron a influenciar en gran medida su trabajo. De estos carnavales, festejados el 29 de junio para celebrar el día de San Pedro, se inspira el tema más recurrente en sus trabajos, la muerte. Carlomagno afirma que “la tradición incluye respeto por la muerte, así como las muchas ricas y emocionantes leyendas”.
Actualmente extrae sus ideas de la riqueza cultural que observa a su alrededor en México. Esto se ve reflejado en las figuras que crea, como Nuestra Abuela que es una representación de la muerte, el dios del fuego que formaba parte de la creencia zapoteca politeísta, y la belleza que se encuentra en la cultura de la región, conocida como la “tierra de los jaguares”. Su expresividad y realismo es lo que invariablemente distinguen sus piezas.

## Otros trabajos
Aunque la mayoría de las piezas que elabora están inspiradas en los personajes tradicionales de Oaxaca, también incluye representaciones humorísticas de personalidades y eventos de la actualidad. Además, se halló inmerso en el grabado y gráficos contemporáneos; y elabora murales con barro, los cuales muestran diversos grados de trabajo en relieve que manipulan la luz. En 2008 elaboró un mural con barro negro en la Academia de Baseball en San Bartolo Coyotepec, patrocinado por la Fundación Alfredo Harp Helú.

## Elaboración de las esculturas
Carlomagno siempre realiza el modelado completamente a mano, pues no desea copiar o repetir alguna de sus anteriores piezas. Cuando el modelado está terminado, y después de haber dejado secar las piezas para eliminar toda la humedad, éstas se calientan en un horno que se encuentra por debajo de la superficie del piso. Después de que se horneen las piezas, el horno se cierra para reducir la cantidad de oxígeno que llega al fuego y así lograr la coloración negra de las piezas. Para la decoración se emplean appliqués e incisiones.

## Exhibiciones y reconocimientos

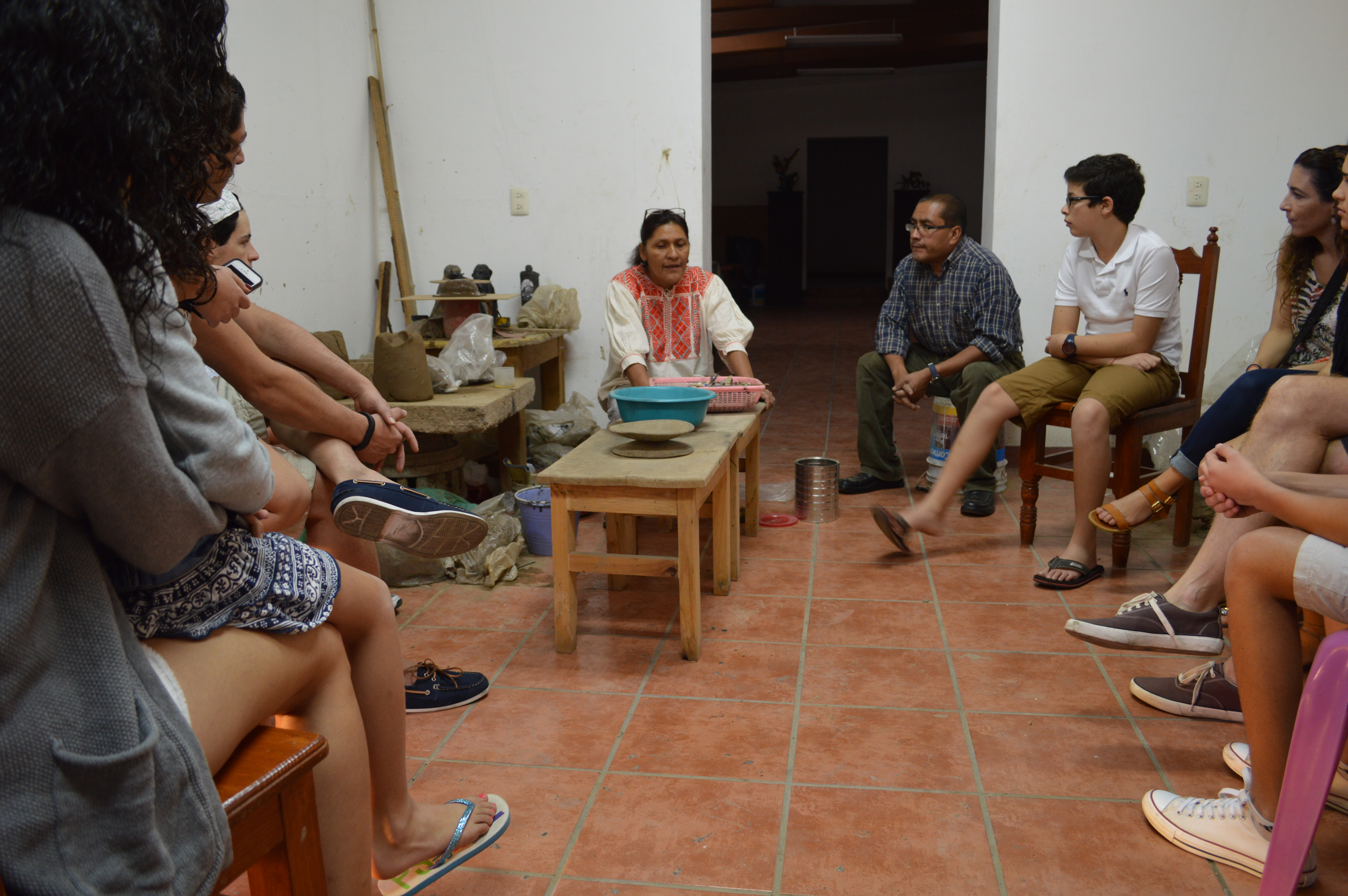
Carlomagno Pedro Martínez en una exhibición.

Carlomagno también elabora piezas de tamaños y temas especiales, por lo general bajo pedido especial. Algunas de sus esculturas de personalidades de la cultura o historia, han sido exhibidas en museos y galerías tanto en México como fuera del país, y muchas de ellas forman parte de colecciones privadas. De las exhibiciones sobresalen las organizadas por el Mexican Fine Arts Center Museum. Chicago, Illinois, 1989, por la Galería de la Raza, Studio 24, San Francisco, California, y la de Laumier Sculpture Park and Museum. San Luis, Misuri, en 1992 y 1993, respectivamente.
Algunos expertos consideran que las piezas producidas por este artesano son auténticos trabajos de arte popular con fuertes raíces en la tradición. Su evolución creativa lo ha hecho destacar, especialmente por sus esculturas, y le ha traído un renombre internacional del cual se enorgullece. Entre los premios y reconocimientos de Carlomagno se pueden citar el Primer Lugar de Escultura, Gran Premio de Arte Popular. Querétaro, Qro. en 1986, y el Premio Nacional de la Juventud en Artes Populares. CREA en 1988. Recibió su primer reconocimiento en 1985 por su trabajo Tlaquepaque, Jalisco. Su trabajo ha sido presentado en cinco libros publicados. En 2014 la Secretaría de Educación Pública le otorgó el Premio Nacional de Ciencias y Artes en el área de Artes y Tradiciones Populares.